# ملاکند، لنکران
ملاکند (به لاتین: Mollakənd) یک منطقهٔ مسکونی در جمهوری آذربایجان است که در شهرستان لنکران واقع شده‌است.